# Acropora abrolhosensis
Acropora abrolhosensis är en korallart som beskrevs av Veron 1985. Acropora abrolhosensis ingår i släktet Acropora och familjen Acroporidae. IUCN kategoriserar arten globalt som sårbar. Inga underarter finns listade i Catalogue of Life.